# Zemné
Zemné este o comună slovacă, aflată în districtul Nové Zámky din regiunea Nitra. Localitatea se află la altitudinea de 112 m deasupra n.m., se întinde pe o suprafață de 26,34 km2 și în 2017 număra 2.167 de locuitori.
Localitatea este înfrățită cu Tab.

## Istoric
Localitatea Zemné este atestată documentar din 1113.

## Demografie
| An:                | 1994 | 2004   | 2014   | 2024   |
| ------------------ | ---- | ------ | ------ | ------ |
| Număr de persoane: | 2217 | 2211   | 2225   | 2112   |
| Diferență:         |      | −0,27% | +0,63% | −5,07% |

| An:                | 2023 | 2024   |
| ------------------ | ---- | ------ |
| Număr de persoane: | 2116 | 2112   |
| Diferență:         |      | −0,18% |